# Fedora Saura
Fedora Saura è una cavalla dal manto grigio, tre volte vincitrice del Palio di Siena. Cavalla di razza mezzosangue a fondo orientale (con il 50,13% di sangue arabo), è nata nel 2001 dallo stallone Vidoc III e dalla fattrice Alyssa.

## Carriera
La carriera agonistica dell'animale è legata quasi unicamente alle corse a pelo ed in particolare al Palio di Siena.

### Gli esordi e la prima vittoria (2006 - 2007)
Nel 2006 Fedora Saura inizia il circuito delle corse in provincia (in particolare Monteroni d'Arbia, Mociano e Monticiano), nelle quali si mette in evidenza. Nello stesso anno riesce a partecipare alla tratta del Palio di Siena, durante la quale viene scelta per correre il palio del 2 luglio. La cavalla viene assegnata alla Contrada della Selva e montata dal fantino Alberto Ricceri detto Salasso. Riesce a restare tra le prime posizioni per il primo giro, per poi rimanere indietro successivamente.
Viene presentata nuovamente alla tratta per il palio del 16 agosto 2006, senza però venire selezionata.
Torna a correre il Palio il 2 luglio 2007, quando corre per la Nobile Contrada dell'Oca montata da Giovanni Atzeni detto Tittia. Dopo una corsa tutta in prima posizione, con la sola insidia avanzata dalla Nobile Contrada del Nicchio, riesce a centrare la sua prima vittoria a Siena.
Fedora Saura corre anche il palio d'agosto, per la Contrada del Drago, montata da Antonio Villella detto Sgaibarre. Durante la corsa si mette in evidenza, rimanendo però senza fantino, dopo la caduta dello stesso.

### I mancati successi e lamanifesta superiorità(2008 - 2009)
Dopo l'esclusione dalla corsa del 2 luglio 2008, Fedora torna a correre a Siena il 16 agosto dello stesso anno. Viene assegnata ancora al Drago e montata da Jonatan Bartoletti detto Scompiglio. Riesce a partire in prima posizione, che mantiene per poco, fino alla caduta del fantino.
Nel 2009 corre la carriera del 2 luglio, ancora una volta (la terza consecutiva) nella Contrada del Drago, con il fantino Giovanni Atzeni detto Tittia (coautore della sua prima vittoria nel 2007) senza riuscire a figurare troppo.
Per il Palio del 16 agosto 2009 non viene scelta tra i dieci partecipanti per via della sua presunta manifesta superiorità rispetto agli altri cavalli.

### Le successive vittorie ed il ritiro (2010 - 2011)
Nonostante l'esclusione dell'anno precedente, corre il palio del 2 luglio 2010, nel quale viene assegnata per la seconda volta alla Contrada della Selva e montata da Silvano Mulas detto Voglia. Dopo la partenza che la vede tra le prime posizioni sembra inizialmente cedere, per poi iniziare una rimonta che la porta in testa all'inizio dell'ultimo giro. Da lì in poi, mantenendo la sua posizione va a vincere il suo secondo Palio.
Fedora Saura corre anche ad agosto, quando viene assegnata alla Contrada di Valdimontone e montata nuovamente da Silvano Mulas. Durante la corsa non riesce in una buona partenza, ma affronta comunque un progressivo recupero che la fa chiudere in terza posizione.
Dopo essere stata esclusa nel Palio del 2 luglio 2011, torna a correre nell'agosto 2011 con la Contrada della Giraffa, dove montata da Andrea Mari detto Brio vince il suo terzo Palio.
Nell'ottobre dello stesso anno, il proprietario Augusto Posta annuncia il ritiro di Fedora Saura dal Palio di Siena, dopo 8 presenze e 3 vittorie in 6 anni.

## Presenze al Palio di Siena
Le vittorie sono evidenziate ed indicate in neretto.
| Palio          | Contrada     | Fantino                                      |
| -------------- | ------------ | -------------------------------------------- |
| 2 luglio 2006  | Selva        | Alberto Ricceri detto Salasso                |
| 2 luglio 2007  | Oca          | Giovanni Atzeni detto Tittia                 |
| 16 agosto 2007 | Drago        | Antonio Villella detto Sgaibarre (scosso)    |
| 16 agosto 2008 | Drago        | Jonatan Bartoletti detto Scompiglio (scosso) |
| 2 luglio 2009  | Drago        | Giovanni Atzeni detto Tittia                 |
| 2 luglio 2010  | Selva        | Silvano Mulas detto Voglia                   |
| 16 agosto 2010 | Valdimontone | Silvano Mulas detto Voglia                   |
| 16 agosto 2011 | Giraffa      | Andrea Mari detto Brio                       |